# Linda Lavin
Pour les articles homonymes, voir Lavin (homonymie).
Linda Lavin est une actrice, réalisatrice et chanteuse américaine, née le 15 octobre 1937 à Portland (Maine) et morte le 29 décembre 2024 à Los Angeles (Californie).

## Biographie

### Jeunesse et formation
Après des études à Williamsburg (Virginie), au collège de William et Mary, Linda Lavin en ressort diplômée en 1959. Elle entame par la suite sa carrière d'actrice au théâtre, jouant dans des comédies musicales, des revues et des pièces.

### Carrière
Elle débute à Broadway (New York) dans la comédie musicale A Family Affair (en) sur une musique de John Kander (1962, avec Shelley Berman et Eileen Heckart).
Sa comédie musicale suivante à Broadway est It's a Bird... It's a Plane... It's Superman sur une musique de Charles Strouse (1966, avec Jack Cassidy et Don Chastain). Là, mentionnons ultérieurement la pièce Broadway Bound (en) de Neil Simon (1986-1987, avec Jason Alexander et Jonathan Silverman), la comédie musicale Gypsy sur une musique de Jule Styne (reprise en 1990-1991), la pièce Le Journal d'Anne Frank adaptée du journal éponyme d'Anne Frank (1997-1998, avec Natalie Portman dans le rôle-titre et Austin Pendleton), ou encore la pièce Collected Stories (en) de Donald Margulies (2010, avec Sarah Paulson).
Elle joue aussi Off-Broadway à partir de 1964, notamment dans les pièces La Comédie des erreurs de William Shakespeare (1975, avec Blair Brown et Danny DeVito) et Central Park West de Woody Allen (1995-1996, avec Gerry Becker et Paul Guilfoyle).
Au cinéma, où elle active surtout à partir de 2010, elle contribue occasionnellement à des films américains principalement, le premier étant Les Muppets à Manhattan de Frank Oz (1984, avec Art Carney et Dabney Coleman). Citons également Le Nouveau Stagiaire de Nancy Meyers (2015, avec Robert De Niro et Anne Hathaway) et Nancy Drew and the Hidden Staircase de Katt Shea (2019, avec Sophia Lillis dans le rôle-titre). De plus, exception notable à sa filmographie américaine, elle joue dans le film français I Want to Go Home d'Alain Resnais (1989, avec Adolph Green et Ludivine Sagnier).
À la télévision américaine, Linda Lavin apparaît (outre comme elle-même à partir de 1965) dans des séries depuis 1963, dont Alice (intégrale en 202 épisodes, rôle-titre, 1976-1985, dont 10 épisodes comme réalisatrice), Courage, le chien froussard (série d'animation où elle prête sa voix dans 13 épisodes, 2002), Sean Saves the World (intégrale en 15 épisodes, 2013-2014) et 9JKL (intégrale en 16 épisodes, 2017-2018).
S'ajoutent des téléfilms (le premier diffusé en 1967), dont L'Anneau de Cassandra d'Armand Mastroianni (1996, avec Nastassja Kinski et Michael York) et Collected Stories de Gilbert Cates (adaptation de la pièce éponyme précitée, 2002, où elle reprend son rôle créé à Braodway, aux côtés de Samantha Mathis).
Durant sa carrière, outre diverses nominations, elle gagne un Theatre World Award, un Tony Award (pour la pièce Broadway Bound), trois Drama Desk Awards et deux Golden Globes (pour la série Alice).

## Théâtre (sélection)

### Broadway

#### Comédies musicales
- 1962 : A Family Affair (en), musique de John Kander, lyrics de James Goldman et John Kander, livret de James et William Goldman, mise en scène d'Harold Prince : Fifi de Paris / la jeune fille tranquille / Wilma / la fille criarde / la chanteuse / Babs Sanditz (doublure)
- 1966 : It's a Bird... It's a Plane... It's Superman, musique de Charles Strouse, lyrics de Lee Adams, livret de David Newman et Robert Benton, mise en scène et production d'Harold Prince : Sydney
- 1990-1991 : Gypsy, musique de Jule Styne, lyrics de Stephen Sondheim, livret d'Arthur Laurents d'après les mémoires de Gypsy Rose Lee, chorégraphie originale de Jerome Robbins, costumes de Theoni V. Aldredge, mise en scène d'Arthur Laurents : Rose

#### Pièces
- 1963 : The Riot Act de Will Greene : Barbara
- 1967-1968 : Something Different de (et mise en scène par) Carl Reiner, costumes d'Ann Roth : Beth Nemerov
- 1969 : Cop-Out de John Guare : rôles divers
- 1969-1970 : Last of the Red Hot Lovers (en) de Neil Simon, décors d'Oliver Smith, mise en scène de Robert Moore : Elaine Navazio
- 1970-1971 : Paul Sills' Story Theatre, adaptation et mise en scène de Paul Sills, d'après les contes des frères Grimm : rôles divers (remplacement)
- 1973 : The Enemy Is Dead de Don Petersen : Leah
- 1986-1987 : Broadway Bound (en) de Neil Simon, mise en scène de Gene Saks : Kate
- 1993-1994 : Les Sœurs Rosensweig (en) (The Sisters Rosensweig) de Wendy Wasserstein : Gorgeous Teitelbaum
- 1997-1998 : Le Journal d'Anne Frank (The Diary of Anne Frank) de Frances Goodrich et Albert Hackett, d'après le journal éponyme d'Anne Frank : Petronella van Daan
- 2000-2001 : The Tale of the Allergist's Wife (en) de Charles Bush (en) : Marjorie (rôle également tenu Off-Broadway en 2000)
- 2002-2003 : Hollywood Arms (en) de Carrie Hamilton et Carol Burnett, mise en scène d'Harold Prince : Nanny
- 2010 : Collected Stories (en) de Donald Margulies : Ruth Steiner
- 2012 : The Lyons (en) de Nicky Silver (en) : Rita Lyons (rôle créé Off-Broadway en 2011)
- 2016 : Our Mother's Brief Affair de Richard Greenberg : Anna

### Off-Broadway

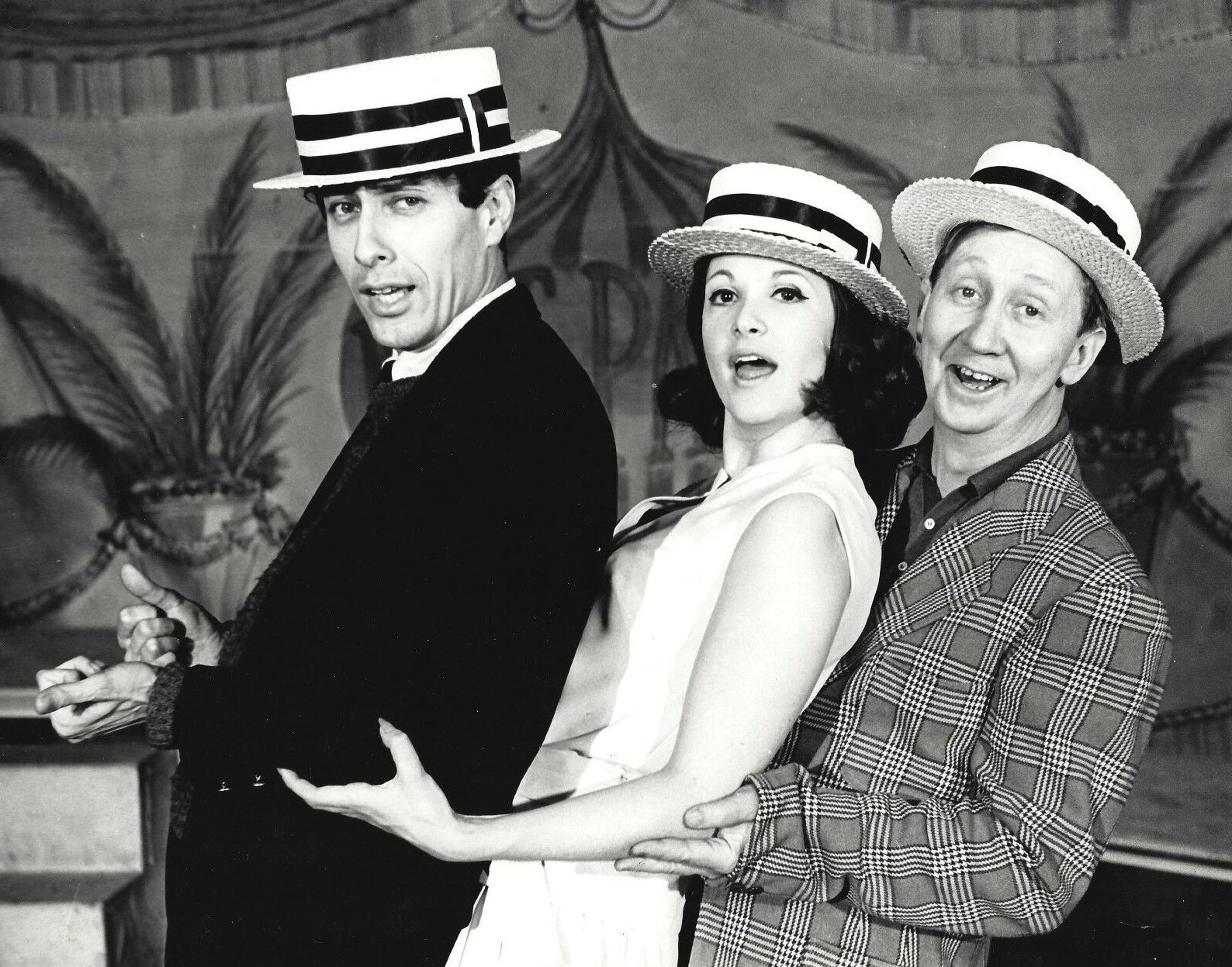
Paul Sand, Linda Lavin et Bill McCutcheon, dans la revue Wet Paint (1965, photo promotionnelle).

#### Comédies musicales
- 1965 : Wet Paint, revue, musique, lyrics et sketches de nombreux auteurs : rôles divers
- 1965 : The Game Is Up, revue, musique, lyrics et sketches de nombreux auteurs : rôle divers (remplacement)
- 1965 : Hotel Passionato, musique de Philip Springer, lyrics de Joan Javits, livret de Jerome Schwartz : Victoire / la chanteuse des rues
- 1966-1967 : The Mad Show, revue, musique, lyrics et sketches de nombreux auteurs (dont Stephen Sondheim) : rôles divers.

#### Pièces
- 1964 : Kiss Mama de George Panetta : Evelyn (remplacement)
- 1969 : Little Murders de Jules Feiffer, mise en scène d'Alan Arkin : Patsy Newquist
- 1975 : La Comédie des erreurs (The Comedy of Errors) de William Shakespeare, mise en scène de John Pasquin : la courtisane
- 1995-1996 : Death Defying Acts, trois pièces en un acte, dont Central Park West de Woody Allen et Hotline d'Elaine May : Carol (Central Park West) / Dorothy (Hotline)
- 1996-1997 : Cakewalk de Peter Feibleman : Lilly
- 2008 : The New Century de Paul Rudnick : Helene Nadler
- 2011 : Other Desert Cities de Jon Robin Baitz : Silda Grauman
- 2014 : Too Much Sun de Nicky Silver (en) : Audrey Langham

## Filmographie partielle

### Cinéma
- 1984 : Les Muppets à Manhattan (The Muppets Take Manhattan) de Frank Oz  : la doctoresse de Kermit
- 1989 : À demain, mon amour (See You in the Morning) d'Alan J. Pakula : Sidney
- 1989 : I Want to Go Home d'Alain Resnais : Lena Apthrop
- 2010 : Le Plan B (The Back-up Plan) d'Alan Poul (en) : Nana
- 2012 : Peace, Love et plus si affinités (Wanderlust) de David Wain : Shari
- 2015 : Le Nouveau Stagiaire (The Intern) de Nancy Meyers : Patty
- 2016 : Manhattan Night de Brian DeCubellis : Norma Segal
- 2017 : How To Be A Latin Lover : Millicent Dupont
- 2019 : Nancy Drew and the Hidden Staircase de Katt Shea : Flora
- 2021 : Being the Ricardos d'Aaron Sorkin

### Télévision

#### Séries télévisées
- 1975-1976 : Barney Miller

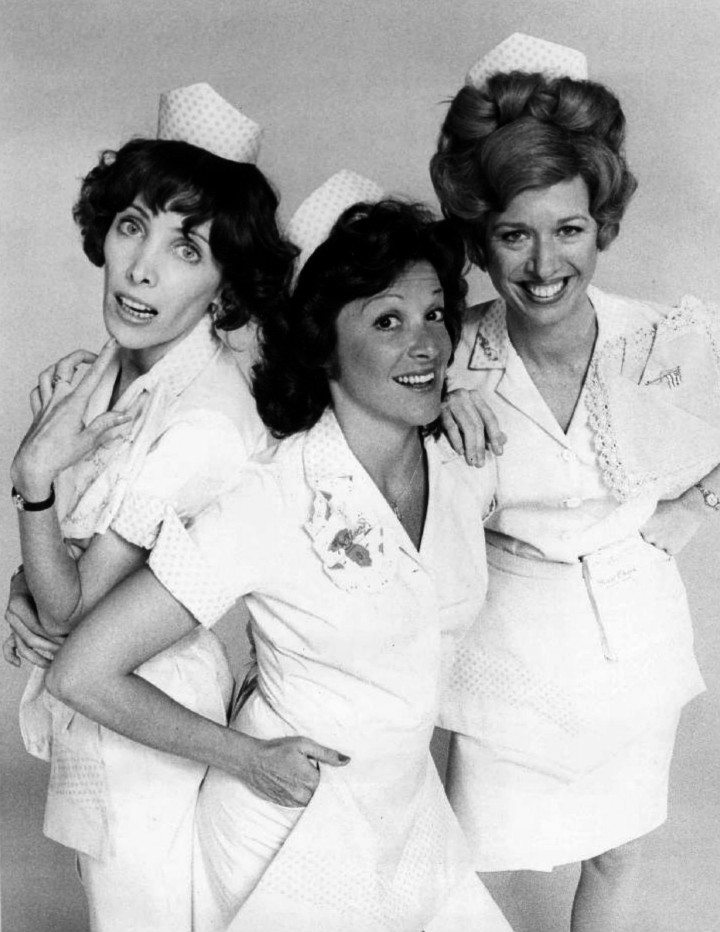
Beth Howland, Linda Lavin (au centre)
et Polly Holliday, dans la série Alice
(photo promotionnelle, 1976).

  - Saison 1, épisode 8 Mrs. Cop (1975) : Détective Janice Wentworth
  - Saison 2, épisode 5 Heat Wave (1975), épisode 7 Grand Hotel (1975), épisode 18 Block Party (1976) et épisode 19 Massage Parlor (1976) : Détective Janice Wentworth
- 1976-1985 : Alice, 202 épisodes (intégrale) : Alice Hyatt (+ réalisatrice de 10 épisodes)
- 1999 : Les Anges du bonheur (Touched by an Angel), saison 5, épisode 20 Faux-fuyants (Jagged Edges) de Gregory Harrison : Amanda Randolph
- 2002 : Courage, le chien froussard (Courage, the Cowardly Dog), saison 3, 13 épisodes (série d'animation) : Mama Bird (voix)
- 2002 : Les Soprano (The Sopranos), saison 4, épisode 2 Déprime (No Show) de John Tiffin Patterson : Dr Wendi Kobler
- 2002 : New York, section criminelle (Law & Order: Criminal Intent), saison 2, épisode 9 Au nom de la famille (Shandeh) : Ursula Sussman
- 2004-2005 : Newport Beach (The O.C.)
  - Saison 1, épisode 23 Nana (The Nana, 2004) de Michael Lange : Sophie « Nana » Cohen
  - Saison 2, épisode 21 Le Retour de Nana (The Return of Nana, 2005) : Sophie « Nana » Cohen
- 2013-2014 : Sean Saves the World, saison unique, 15 épisodes (intégrale) : Lorna Harrison
- 2014-2015 : The Good Wife, saison 6, épisode 3 Justice divine (Dean God, 2014), épisode 6 Le Parfum de la dame en rouge (Old Spice, 2014) et épisode 20 La Terre brûlée (The Deconstruction, 2015) : Joy Grubick
- 2015 : Bones, saison 10, épisode 18 48 heures chrono (The Verdict in the Victims) : Juge Michael
- 2016 : Mom, saison 3, épisode 7 Dîner de famille (Kreplach and a Tiny Tush) et épisode 21 De mère en fille (Mahjong Sally and the Ecstasy) : Phyllis
- 2017-2018 : 9JKL, saison unique, 16 épisodes (intégrale) : Judy
- 2018 : Madam Secretary, saison 5, épisode 1 E Pluribus Unum d'Eric Stoltz : June O'Callaghan
- 2019 : Santa Clarita Diet, saison 3, épisode 5 Belle et Sébastien protègent la tête (Belle and Sebastian Protect the Head), épisode 6 La Poule et la Poire (The Chicken and the Pear), épisode 7 Une forme particulière (A Specific Form of Reckleness), épisode 8 Pour toujours ! (Forever!) et épisode 10 La Secte de Sheila (The Cult of Sheila) : Jean
- 2024 : Elsbeth (saison 1, épisode 3) : Gloria
- 2025 : Mid-Century Modern : Sybil Schneiderman

#### Téléfilms
- 1967 : Damn Yankees! de Kirk Browning : Gloria Thorpe
- 1974 : The Morning After de Richard T. Heffron : Toni
- 1974 : Jerry d'Hal Cooper : Nina Pope
- 1978 : Like Mom, Like Me de Michael Pressman : Althea Gruen
- 1980 : The $5.20 an Hour Dream de Russ Mayberry : Ellen Lissick
- 1981 : A Matter of Life and Death de Russ Mayberry : Joy Ufema (en)
- 1983 : Another Woman's Child de John Erman : Terry DeBray
- 1987 : A Place to Call Home de Russ Mayberry : Liz Gavin
- 1996 : Stolen Memories: Secrets from the Rose Garden de Bob Clark : Earline
- 1996 : For the Future: The Irvine Fertility Scandal de David Hugh Jones : Marilyn Killane
- 1996 : L'Anneau de Cassandra (The Ring) d'Armand Mastroianni : Ruth Liebman
- 2002 : Collected Stories de Gilbert Cates : Ruth Steiner
- 2019 : Girls Weekend de Kyra Sedgwick : Marie

## Distinctions (sélection)

### Récompenses
- 1965 : Theatre World Award, pour Wet Paint.
- Trois Drama Desk Awards :
  - En 1969, de la meilleure actrice, pour Little Murders ;
  - En 1987, de la meilleure actrice dans une pièce, pour Broadway Bound (en) ;
  - Et en 2008, de la meilleure actrice de second rôle dans une pièce, pour The New Century.
- 1987 : Tony Award de la meilleure actrice dans une pièce, pour Broadway Bound.
- Deux Golden Globes de la meilleure actrice dans une série télévisée musicale ou comique gagnés :
  - En 1979, pour Alice ;
  - Et en 1980, à nouveau pour Alice.

### Nominations
- Cinq nominations aux Tony Awards :
  - En 1970, de la meilleure actrice de second rôle dans une pièce, pour Last of the Red Hot Lovers (en) ;
  - En 1998, de la meilleure actrice de second rôle dans une pièce, pour Le Journal d'Anne Frank ;
  - En 2001, de la meilleure actrice dans une pièce, pour The Tale of the Allergist's Wife (en) ;
  - En 2010, de la meilleure actrice dans une pièce, pour Collected Stories (en) ;
  - Et en 2012, de la meilleure actrice dans une pièce, pour The Lyons (en).
- Cinq nominations aux Drama Desk Awards :
  - En 1995, de la meilleure actrice dans une pièce, pour Death Defying Acts ;
  - En 1998, de la meilleure actrice de second rôle dans une pièce, pour Le Journal d'Anne Frank ;
  - En 2000, de la meilleure actrice dans une pièce, pour The Tale of the Allergist's Wife ;
  - En 2011, de la meilleure actrice de second rôle dans une pièce, pour Other Desert Cities ;
  - Et en 2012, de la meilleure actrice dans une pièce, pour The Lyons.

## Voix françaises
En France, Françoise Pavy a été la voix la plus régulière de Linda Lavin. Michèle Bardollet l'a également doublée à cinq reprises.
En France
| - Françoise Pavy dans : - Le Nouveau Stagiaire - Mom (série télévisée) - How to Be a Latin Lover - Nancy Drew and the Hidden Staircase - Room 104 (série télévisée) - Naked Singularity (en) - Hollywood 1953 - Michèle Bardollet dans (les séries télévisées) : - The Good Wife - Bones - Appartements 9JKL - Elsbeth - Mid-Century Modern | Et aussi - Béatrice Delfe dans Another Woman's Child (téléfilm) - Annie Sinigalia dans L'Anneau de Cassandra (téléfilm) - Marion Game dans Le Plan B - Frédérique Cantrel dans Peace, Love et plus si affinités - Colette Venhard dans Santa Clarita Diet (série télévisée) |